# طريق الحجز (فلم)
طريق الحجز هو فيلم أمريكي من نوع الدراما الجريمة، تم إنتاجه 2007, أخرجه تيري جورج، وبطولة خواكين فينيكس، مارك روفالو، جينيفر كونيلي وميرا سورفينو، الفيلم مقتبس من رواية بنفس الاسم للمؤلف الأمريكي جون برنهام شوارتز

## وصلات خارجية
- الصفحة الرئيسية لفوكس فيتشرز
- طريق الحجز على موقع IMDb (الإنجليزية)
- طريق الحجز على موقع ميتاكريتيك (الإنجليزية)
- طريق الحجز على موقع روتن توميتوز (الإنجليزية)
- طريق الحجز على موقع نتفليكس (الإنجليزية)
- طريق الحجز على موقع قاعدة بيانات الأفلام العربية
- طريق الحجز على موقع ألو سيني (الفرنسية)
- طريق الحجز على موقع Turner Classic Movies (الإنجليزية)
- طريق الحجز على موقع أول موفي (الإنجليزية)
- طريق الحجز على موقع بوكس أوفيس موجو (الإنجليزية)
- طريق الحجز على موقع فيلمافينيتي (الإسبانية)